# Francisco Antonio Crespo

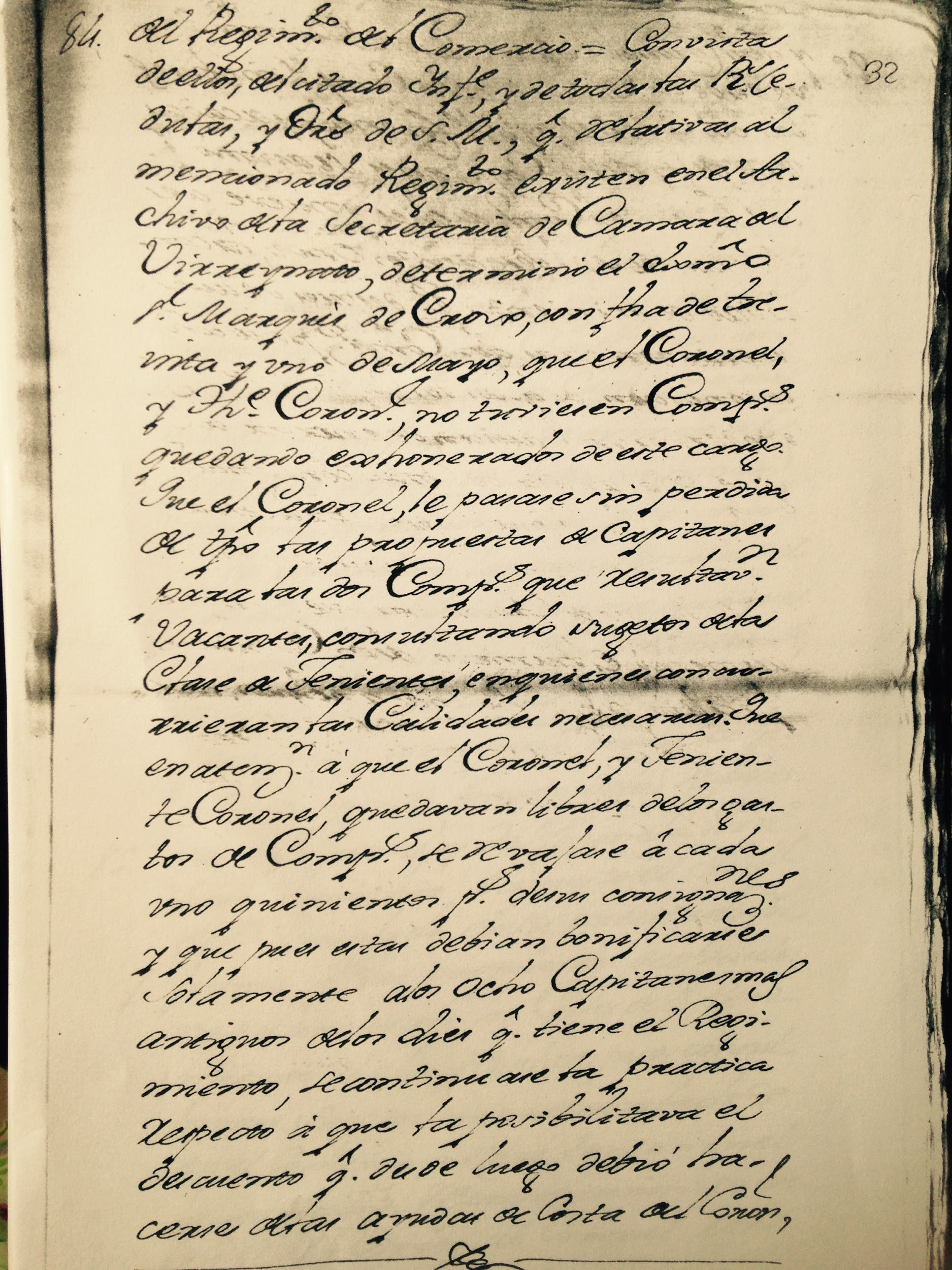
Petición de Francisco Antonio Crespo para aplicar el llamado "Plan Crespo" 1784.

Francisco Antonio Crespo (1720 - 1800) gobernador y capitán general de las Provincias de Sonora y Sinaloa. Había servido en el Regimiento de Granada, obtenía el grado de teniente coronel, el 3 de julio de 1773 el virrey de Bucareli le extendió nombramiento de gobernador y capitán general con motivo de la muerte de Sastré y le entregó un pliego de instrucciones al que debía ceñir su conducta oficial. Arribó al Rosario el 15 de agosto en que principió a despachar los asuntos de gobierno; se detuvo en Álamos y arribó a San Miguel de Horcasitas el 26 de noviembre. Visitó San Marcial al mes siguiente y trazó la población del nuevo Real; en seguida se dirigió a La Cieneguilla, mandando levantar el primer censo de población; ayudó eficazmente al coronel Oconor en la reorganización de los presidios militares; restableció el servicio postal de Horcasitas a Guadalajara y aumentó las corridas de una a dos mensuales; nombró los empleados de Hacienda que faltaban en la Real Caja de Álamos; en 1775 restableció la tranquilidad en la región de Altar, en donde se habían alborotado los pimas, y se dirigió una enérgica campaña en contra de los apaches. Envió a México un amplio informe sobre el estado de las provincias a su mando y el rey lo recompensó con el ascenso a coronel. Desempeñó los mando político y militar hasta el 21 de marzo de 1777 en que entregó el primero a don Pedro Corbalán y el segundo al teniente coronel Anza, saliendo al día siguiente para la capital. En 1780 vivía allí, reclamó en sentido de que sus servicios no habían sido recompensados debidamente, el virrey lo recomendó a la corona y al año siguiente se le concedió el mando del Regimiento de México.

## Aportes al Regimiento urbano de Comercio de la Ciudad de México.
En 1784 el Coronel Francisco Antonio Crespo solicitó al Rey, cambios dentro del regimiento del comercio de la Ciudad de México, para darle cuerpo y forma de una milicia urbana, encargada de resguardar la ciudad.
En 1783 el coronel Francisco Crespo siendo subinspector general interino, fue el encargado de mejorar la estructura interna y externa del ejército mexicano; fue un hombre con amplios conocimientos militares (muy diferente de sus predecesores) ya que en ese momento era corregidor de la Ciudad de México, lo cual le ayudaba a entender las estructuras sociales, políticas y económicas con las que se enfrentaría para esta transformación tan esperada. Lo primero que hizo Crespo para poder analizar su plan fue pensar en tres tiempos (pasado, presente y futuro) es decir darle una continuidad que era el gran problema. Dividió los problemas en secciones (que serían convenientes para sus sucesores), es decir, pasos a seguir para poder rescatar los cuerpos militares y su buen funcionamiento.
El primer punto que trató fue “señalar los riesgos de estas expuestos al enemigo en las costas y en las fronteras.”[1] Una vez que se tuviera el control del puerto de Veracruz y las fronteras, podrían trabajar con el resto de Nueva España. El segundo punto trató sobre la flexibilidad para la formación del ejército, ya que existían muchos obstáculos físicos, con ello se buscaba contener la incursión de los indígenas, y el cuidado estratégico de los caminos que llevaban al Puerto de Veracruz. “examinó los medios más idóneos de mejorar el ejército; propuso una fuerza equilibrada de regimientos regulares, milicias provinciales y urbanas y compañías de reserva localizadas en el interior y a lo largo del litoral expuestos a los ataques.”[2] Con ello buscaba conseguir hombres por medio de métodos convenientes y el apoyo financiero que iría directo a las milicias.
El llamado Plan Crespo buscó fomentar valores en los cuerpos marciales mexicanos, pretendió acuartelar regimientos españoles en Nueva España; lo que no funcionó por el elevado costo desproporcionado del traslado de estos hombres.
Las desventajas de este plan no se hicieron esperar, ya que muchos de estos hombres desertaban al llegar a Nueva España, ya sea para volverse vagabundos, por los vicios de las bebidas embriagantes, o simplemente morían de alguna enfermedad al llegar al Puerto de Veracruz.
A lo que Crespo propuso la formación de un ejército regular que consistió en: cuatro regimientos de infantería, un batallón de infantería que permanecería de forma indefinida en Veracruz, los dos regimientos de dragones ya existentes y las dos Compañías de Cataluña (también llamado Proyecto Militar), que en total sumarían 9 319 hombres en tiempo de guerra.
Crespo, preocupado por la formación de las milicias supo los problemas que ello traería, por lo que fue tajante a la hora de mencionar la desestabilidad económica si se mandaban a llamar a grandes grupos de hombres; la mayoría de los hombres que prestaban sus servicios eran de sectores sociales muy bajos por lo que muchos escapaban para evitar ser reclutados. Por otro lado pensó en la disminución de los ingresos por parte de los impuestos al otorgar privilegios a todos los milicianos, problema mayor pues si se quería tener un ejército armado se debía invertir en ello. El problema de Nueva España radicó en que la mayoría del armamento se apolillaba con rapidez, los caballos eran poco confiables y era necesario garantizar la eficacia de todo lo que se pensaba invertir; de igual forma Crespo pensaba que era inútil alejar a los mexicanos del ejército si se quería crear una fuerza real. Al término de su reforma, las milicias provinciales se elevaron a 25 000 militares en tiempo de guerra. Excluyendo a las unidades urbanas de la Ciudad de México y Puebla. Quizá las ideas de Crespo no eran las mejores pero parecía tener coherencia con el control y mejoramiento no sólo de los miembros militares, sino también de su armamento.
La Ciudad de México presentaba un problema mayor, pues la mayoría de los hombres que estaban en edad y condición de servir, se las ingeniaban para evadir el servicio en algunos de los regimientos de infantería provincial, hacían hasta lo imposible por ingresar al Regimiento Urbano de Comercio o a las distintas compañías de caballería. Por lo que los hombres pobres terminaban ofreciendo este servicio.
La primera parte del Plan Crespo fue aceptado por la Corona en 1786 y 1787, “El rey aprobó la formación de los Regimientos de Infantería de Nueva España, México y Puebla, pero no menciono al Batallón Fijo de Veracruz considerado esencial por los observadores con conocimientos.”[3] El gran problema que surgió fue que no llegaron tropas peninsulares con uniformes y armamentos nuevos, se tenían que formar con los recursos disponibles en ese momento.
Para los años 1787 y 1788 las órdenes reales se basaron en el Plan Crespo, en esos años el conde de Revillagigedo llega a Nueva España encomendado por el rey para establecer orden. “Revillagigedo debía completar los nuevos regimientos regulares y proceder a establecer varias clases de milicias.”[4] Reconocido por ser arriesgado, Revillagigedo trató de continuar con las reformas eficazmente aun sabiendo que podría tener grandes problemas con la Corona, se oponía abiertamente a que los hispanoamericanos ocuparan un puesto dentro del poder político.